# Jos Gielen

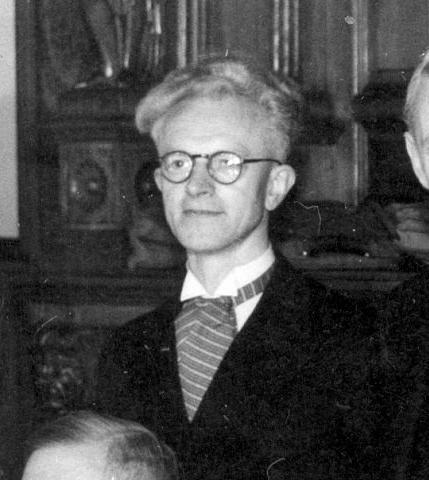
Jos Gielen (1946)

Josephus „Jos“ Johannes Gielen (* 26. September 1898 in Rucphen, Provinz Noord-Brabant; † 6. August 1981 in Beneden-Leeuwen, Provinz Gelderland) war ein niederländischer Literaturwissenschaftler, Hochschullehrer und Politiker der Katholieke Volkspartij (KVP), der unter anderem Mitglied der Zweiten Kammer der Generalstaaten sowie im Kabinett Beel I als Minister für Bildung, Kunst und Wissenschaft den Initiativen für eine Kulturpolitik und Bildungsinnovation seines Vorgängers Gerardus van der Leeuw drastisch ein Ende setzte, viele Beamte, die er für überflüssig hielt, entließ und einen gesetzlicher Zuschuss für die besondere Hochschulausbildung schuf. Nach seiner Amtszeit als Minister lehrte er als Professor an der Katholischen Universität Nijmegen und war ferner mehrere Jahre lang auch Mitglied der Ersten Kammer der Generalstaaten.

## Leben
Josephus „Jos“ Johannes Gielen wurde 1902 Halbwaise, nachdem sein Vater, ein Stadtrat von Rucphen, verstorben war. Seine Mutter heiratete 1908 erneut. Nach dem Besuch einem Lehramtsstudium an der Staatlichen Fortbildungsschule für Lehrer unterrichtete er von 1922 bis zum 1. August 1932 als Lehrer für Niederländisch, Handelskorrespondenz und Geschichte an der Römisch-Katholischen Handelsschule in Hulst, deren Rektor er vom 1. August 1932 bis September 1938 war. Zwischenzeitlich schloss er 1931 seine Promotion im Fach Niederländische Literatur an der Universität Gent mit der Dissertation „De wandelende jood in de volkskunde en letterkunde“, in der er sich mit der Figur des Ewigen Jude in Volkssagen und der westeuropäischen Literatur beschäftigte. Anschließend  fungierte er zwischen September 1938 und dem 1. November 1945 als Inspektor für Grundschulbildung der Schulaufsichtsbehörde Roosendaal. Während der deutschen Besatzung der Niederlande engagierte er sich in der Widerstandsbewegung im Westen der Provinz Noord-Brabant aktiv und half unter anderem alliierten Piloten, Flüchtlingen und Untergetauchten. Nach dem Ende des Zweiten Weltkrieges fungierte Gielen, der auch die Spitznamen „Pater Familias“ und „Noviomagus“ trug, vom 1. November 1945 bis Juli 1946 als Chefinspektor für Grundschulbildung der Schulaufsichtsbehörde Nijmegen und engagierte sich ferner zwischen Dezember 1945 und 1946 als Mitglied des belgisch-niederländischen Komitees zur Rechtschreibreform, welches nach ihrem Vorsitzenden Coenraad van Haeringen auch „commissie-Van Haeringen“ genannt wurde.

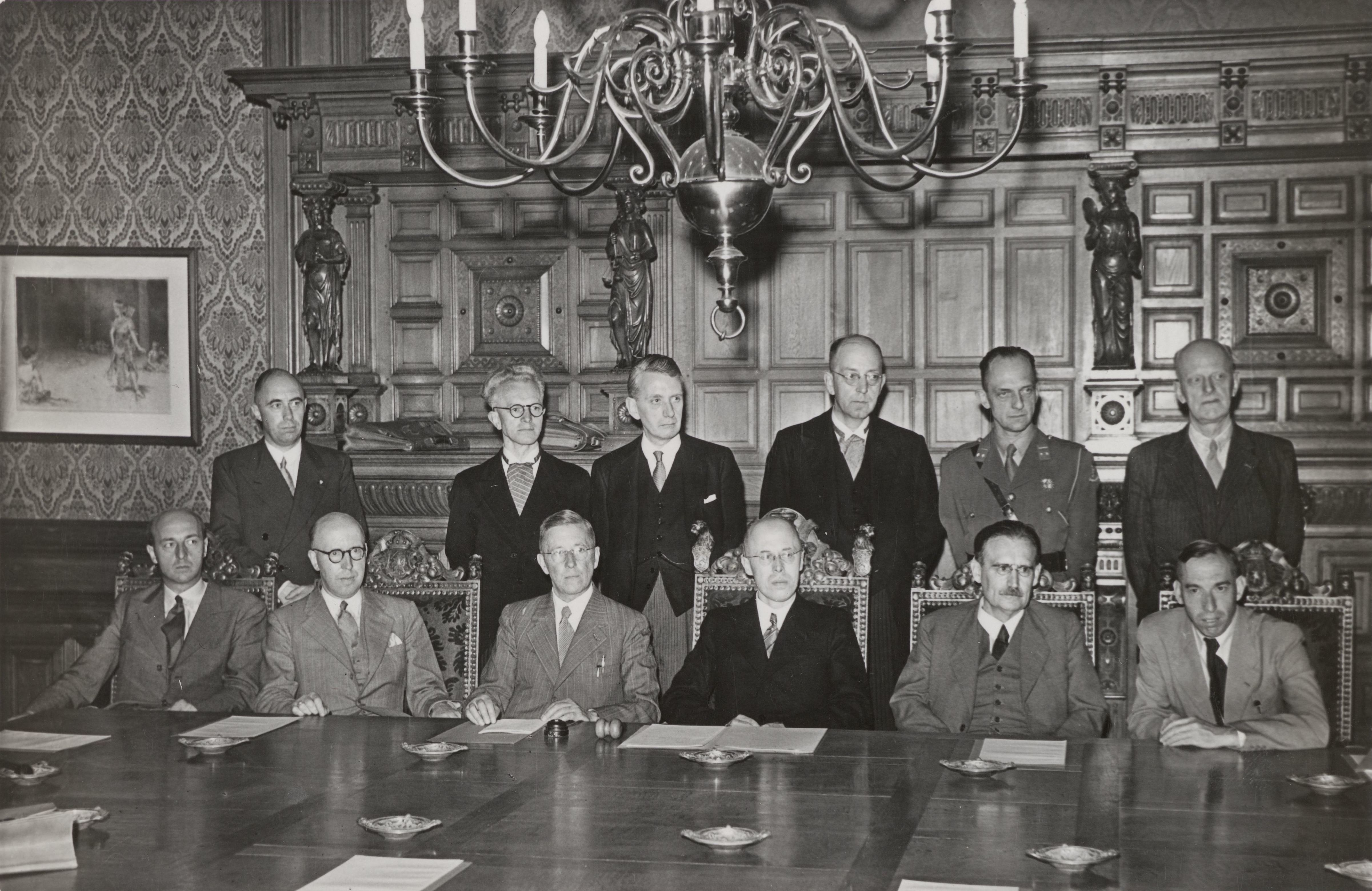
Gielen (stehend, 2.v.l.) und die weiteren Mitglieder des ersten Kabinetts Beel (3. Juli 1946).

Am 3. Juli 1946 übernahm Jos Gielen im Kabinett Beel I das Amt des Ministers für Bildung, Kunst und Wissenschaft (Minister van Onderwijs, Kunsten en Wetenschappen) und bekleidete dieses bis zum 7. August 1948. Nach seinem Amtsantritt führte er eine drastische Umstrukturierung seines Ministeriums durch, wobei er die von seinem Vorgänger Gerardus van der Leeuw ernannten Beamten ersetzte. Seine Politik zielte in erster Linie auf eine materielle Verbesserung der Bildung ab, sowohl durch bessere Wohnverhältnisse als auch durch bessere Gehälter des Lehrpersonals. Es kam allerdings nicht dazu, Bildungsinnovationen umzusetzen. Am 18. Juni 1946 schickte er eine bildungspolitische Notiz an Vorsitzenden der Katholischen Volkspartei KVP, Frans Teulings. Darin legte er die Politik dar, die ein neuer Bildungsminister umsetzen sollte, woraufhin er hierzu am 2. August 1946 von dem PvdA-Abgeordneten Dolf Joekes während einer Debatte in der Zweiten Kammer der Generalstaaten (Tweede Kamer der Staten-Generaal) befragt wurde. Im Oktober 1947 wurde beschlossen, die Pläne zur Gründung eines nationalen Rundfunks nicht weiter umzusetzen, wobei er einen Rat des Radiorats (Radioraad ) zu diesem Thema außer Acht ließ. 1947 wurde ein Gesetz zur Änderung des Schulpflichtgesetzes (Leerplichtwet) erlassen, das ab 1950 eine achte Klasse einführte. Darüber hinaus wurde eine Bestimmung aufgenommen, die es dem Gemeinderat ermöglichte, eine Regelung zur Einbeziehung der Polizei in die Durchsetzung der Schulpflicht einzuführen. Der bereits 1942 eingeführte Beschluss zur achten Klasse wurde zunächst ausgesetzt. 1948 wurden Gesetze zur Änderung und Ergänzung des Hochschulgesetzes (Hoger-onderwijswe) erlassen, die den Unterricht an höheren Mädchenschulen M. M. S. (Middelbare scholen voor meisjes) gesetzlich regelten. Es bestand auch die Möglichkeit, spezielle M. M. S. mit staatlichen Zuschüssen zu versehen. Ferner wurde 1948 wurde durch eine Novelle des Hochschulgesetzes ein gesetzliches Zuschusssystem (für 65 Prozent der Kosten) für die Sonderhochschulbildung eingeführt. Als Minister für Kultur, Bildung und Wissenschaften sah er bereits im Januar 1948 das Institut für Kriegs-, Holocaust- und Genozidstudien NIOD Instituut voor Oorlogs-, Holocaust- en Genocidestudies als unnötigen Luxus an, konnte sich jedoch mit seiner Meinung nicht durchsetzen.

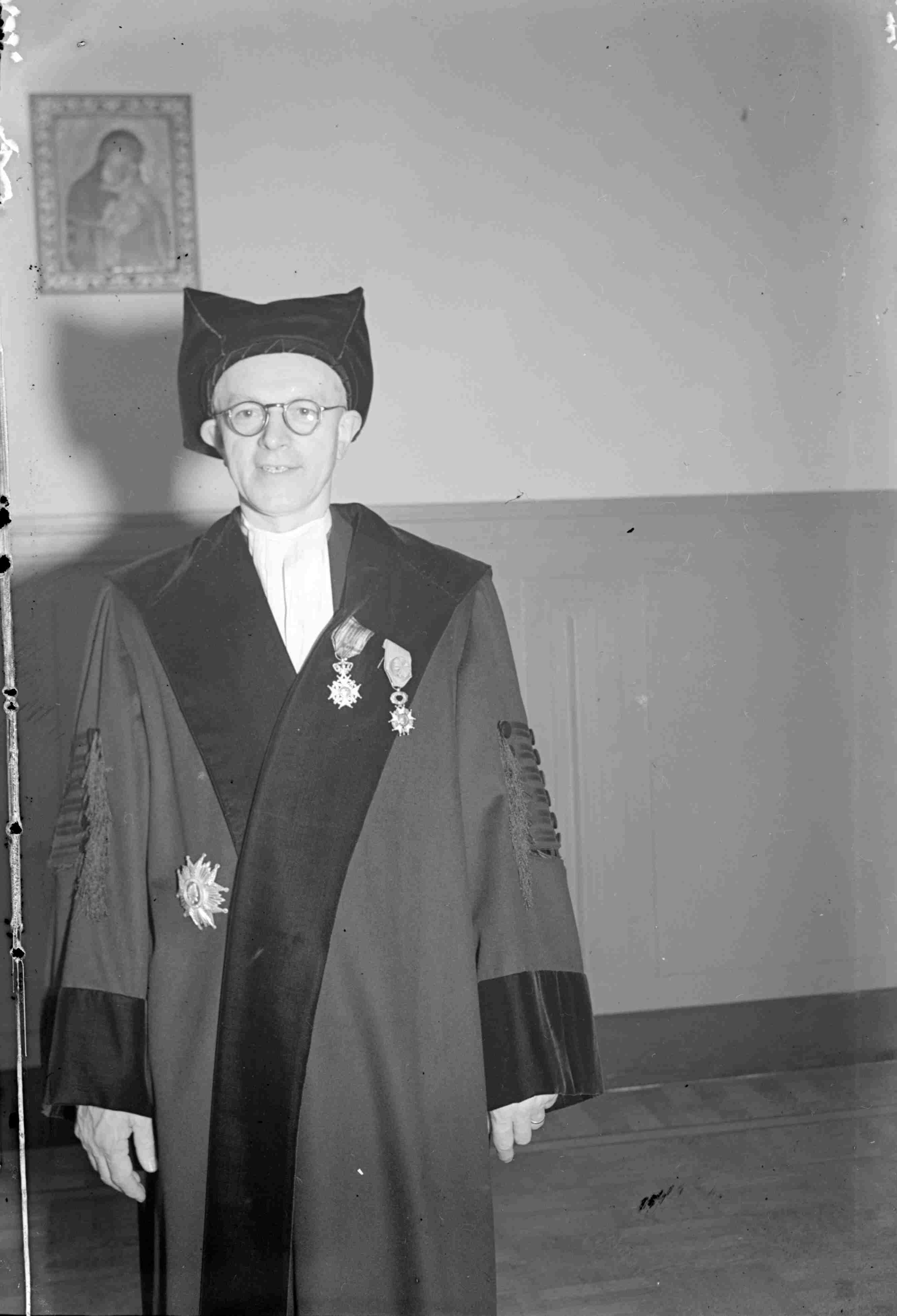
Gielen als Professor an der Katholischen Universität Nijmegen (März 1950).

Nach seinem Ausscheiden aus der Regierung war Jos Gielen vom 27. Juli 1948 bis 15. November 1949 als Vertreter der Katholischen Volkspartei KVP (Katholieke Volkspartij) und einer der führenden Kritiker seines Nachfolgers Theo Rutten., der 1948 „in letzter Minute“ von der KVP als Bildungsminister vorgeschlagen worden war. Am 1. November 1949 übernahm er eine Professur für praktische Pädagogik an der Katholischen Universität Nijmegen und lehrte dort bis zu seiner Emeritierung am 1. Oktober 1968. Daneben verfasste er in den 1950er und 1960er Jahren als politischer Mitarbeiter Artikel für die Regionalzeitung „Limburgs Dagblad“. Am 3. Juli 1956 wurde er für die KVP zudem auch Mitglied der Ersten Kammer der Generalstaaten (Eerste Kamer der Staten-Generaal) und vertrat in dieser nach seinen Wiederwahlen 1956 und 1963 bis zum 20. September 1966 die zweite Gruppe, zu der die Provinzen Gelderland, Overijssel, Groningen und Drenthe gehörten. Während seiner Mitgliedschaft in der Ersten Kammer war er unter anderem bildungspolitischer sprecher der KVP-Faktion und gehörte zur Zeit des Kabinetts De Quay zusammen mit Leonard de Gou und Louis Regout zu den KVP-Mitgliedern der Ersten Kammer, die auf einer nachsichtigeren niederländischen Haltung in der Niederländisch-Neuguinea-Frage bestanden. Er war ferner zwischen Oktober 1963 und 1966 Mitglied des Beratenden Interparlamentarischen Rates der Benelux-Staaten sowie im Januar 1965 Vorsitzender des Berichterstatterausschusses für den Haushalt für Bildung, Kunst und Wissenschaft in der Ersten Kammer.
Im Zuge der sogenannten „Nacht van Schmelzer“ trat er aus der KVP aus. Die „Nacht van Schmelzer“ war eine Debatte in der Zweiten Kammer vom 13. bis 14. Oktober 1966, in der der Fraktionsvorsitzende der Katholischen Volkspartei (KVP) Norbert Schmelzer einen Antrag gegen das Kabinett Cals, dem seine eigene Partei zusammen mit der Arbeiterpartei (PvdA) und der Anti-Revolutionären Partei (ARP) angehörten, einreichte und verabschiedete. Die Nacht markierte das Ende der allgemeinen Beratungen zum Staatshaushalt 1967, die am 11. Oktober begonnen hatten. Das Kabinett hatte vor der Abstimmung darauf hingewiesen, dass der Antrag inakzeptabel sei, und am 15. Oktober seinen Rücktritt angeboten. Zuletzt trat er als Mitglied der 1968 gegründeten Radikalpolitischen Partei PPR (Politieke Partij Radikalen) bei.

## Veröffentlichungen
- Handleiding bij de studie der Nederlandse letterkunde. Geschiedenis begrippen, 1940, Neuauflage J. Muusses, Purmerend 1949
- De dichter Verwey, Voorheen C. A. Mees, Santpoort 1946
- P. C. Hooft. Dichter, dramaturg, geschiedschrijver en magistraat, Van Loghum Slaterus, Arnhem 1947
- Beginsel en feit, Dekker & Van de Vegt, Nijmegen 1950
- Synthese: nieuwe handleiding bij de studie der Nederlandse letterkunde, J. Muusses, Purmerend 1963
- Het sociale in opvoeding en opvoedkunde. Sociaal aspect, sociopedagogiek, globopedagogiek, L.C. G. Malmberg, ’s-Hertogensbosch 1964, 2. Auflage 1968
- Grondbeginselen ener opvoedkunde, L.C. G. Malmberg, ’s-Hertogensbosch 1966
- Naar een nieuwe katholieke school, L.C. G. Malmberg, ’s-Hertogensbosch 1966
- Taalkunst, J. B. Wolters, Groningen 1968
- Pedagogisch mozaïek. Opstellen, aangeboden aan Prof. Dr. Jos. J. Gielen bij zijn afscheid als hoogleraar aan de Katholieke Universiteit te Nijmegen, Festschrift, L.C. G. Malmberg, ’s-Hertogensbosch 1969
- Alibi der pedagogiek, L.C. G. Malmberg, ’s-Hertogensbosch 1972
- Massaliteratuur. Een onderzoek de schriftroman Saskia, Sociologisch Instituut der Katholieke Universiteit, Nijmegen 1974